# No.1 (槇原敬之の曲)
「No.1」（ナンバー・ワン）は、1993年9月1日に発売された槇原敬之8枚目のシングル。発売元はWEA MUSIC（後にワーナーミュージック・ジャパンに併合）。

## 解説
本作から表題曲Instrumentalが収録される。歌詞に出てくる「チョコレート工場」は、槇原の出身地に実在（明治大阪工場）。「あの河原」はすぐ横を流れる女瀬川ではなく芥川（芥川桜堤公園）。KDD「001」CMソング。
本作はタイトル通りオリコンチャートでNo.1を記録し、67万枚（オリコン調べ）を売り上げた
また、初登場週の2位はZARDの「もう少し あと少し…」で初登場週の売上は24万9590枚に対し、1位の槇原敬之の『No.1』は初登場週の売上は25万7160枚であり、両者の差は7570枚差と僅差だった為、まさしくタイトル通りの並びとなった。この事は2004年放送の『トリビアの泉』でも取り上げられた。
2015年10月31日公開映画『俺物語!!』の主題歌に決定、槇原によりスペシャルバージョンとしてリアレンジされた楽曲が使用、同年10月28日に配信限定シングルで発売。

## 収録曲
全作詞・作曲・編曲：槇原敬之
1. No.1
2. 髪を切る日
3. No.1 （オリジナル・カラオケ）

## カバー
- 俞允斌（1993年、北京語版「你是今生唯一的人」、アルバム『LOST CHRISTMAS』に収録）
- 陳山聡（中国語版）（1994年、広東語版「ABCD」、アルバム『Exposure』に収録）
- 美吉田月（2008年、アルバム「Ska Flavor #1」）